# 蓬塔利耶
蓬塔利耶（法語：Pontarlier，法語：[pɔ̃.taʁ.lje] ⓘ），法国东部城市，勃艮第-弗朗什-孔泰大区杜省的一个市镇，同时也是该省的一个副省会，下辖蓬塔利耶区，其市镇面积为41.4平方公里，2022年1月1日时人口数量为17,928人，在法国城市中排名第545位。
蓬塔利耶位于杜省南部，与瑞士接壤，是一个区域性的中心城市，其市区海拔超过800米，是法国海拔第二高的副省会城市，仅次于布里扬松。蓬塔利耶因苦艾酒而闻名，被称为“苦艾酒之都”（capital d'absinthe），同时也因当地的山地景观和历史建筑而被评为法兰西最美乡村之一。法国政治家埃德加·富尔曾于1971年至1977年间担任蓬塔利耶市长。

## 地名来源

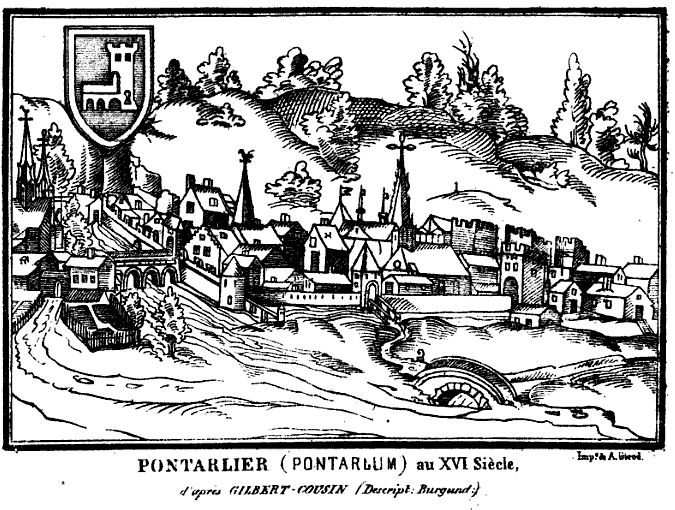
16世纪的蓬塔利耶

“蓬塔利耶”一名由两部分构成，其中这一前缀在法语中意为“桥”；而则来源于拉丁语，出现于中世纪中期，其具体含义尚不清楚，法国历史学家格扎维埃·德拉马尔认为该名称与当地的地形有关。

## 历史
蓬塔利耶附近曾出土了公元前5,000年的新石器时期文物。高卢-罗马时期，蓬塔利耶为塞夸尼人的活动范围。中世纪初，蓬塔利耶落入勃艮第人之手，长期为汝拉山区的一座普通村落，后被神圣罗马帝国继承。15世纪后，蓬塔利耶人口逐渐增多，当地出现了城墙。三十年战争期间，蓬塔利耶所处区域为哈布斯堡王朝各诸侯国争夺的焦点区域之一。1639年，法瑞联军在此展开蓬塔利耶围城战。弗朗什-孔泰划入法兰西后，蓬塔利耶成为一座边境城市。法国大革命后，蓬塔利耶成为杜省的一个副省会。连接法国和瑞士的铁路线从蓬塔利耶通过，于1860年建成运营。二战期间，蓬塔利耶曾被纳粹德军占领。

## 地理

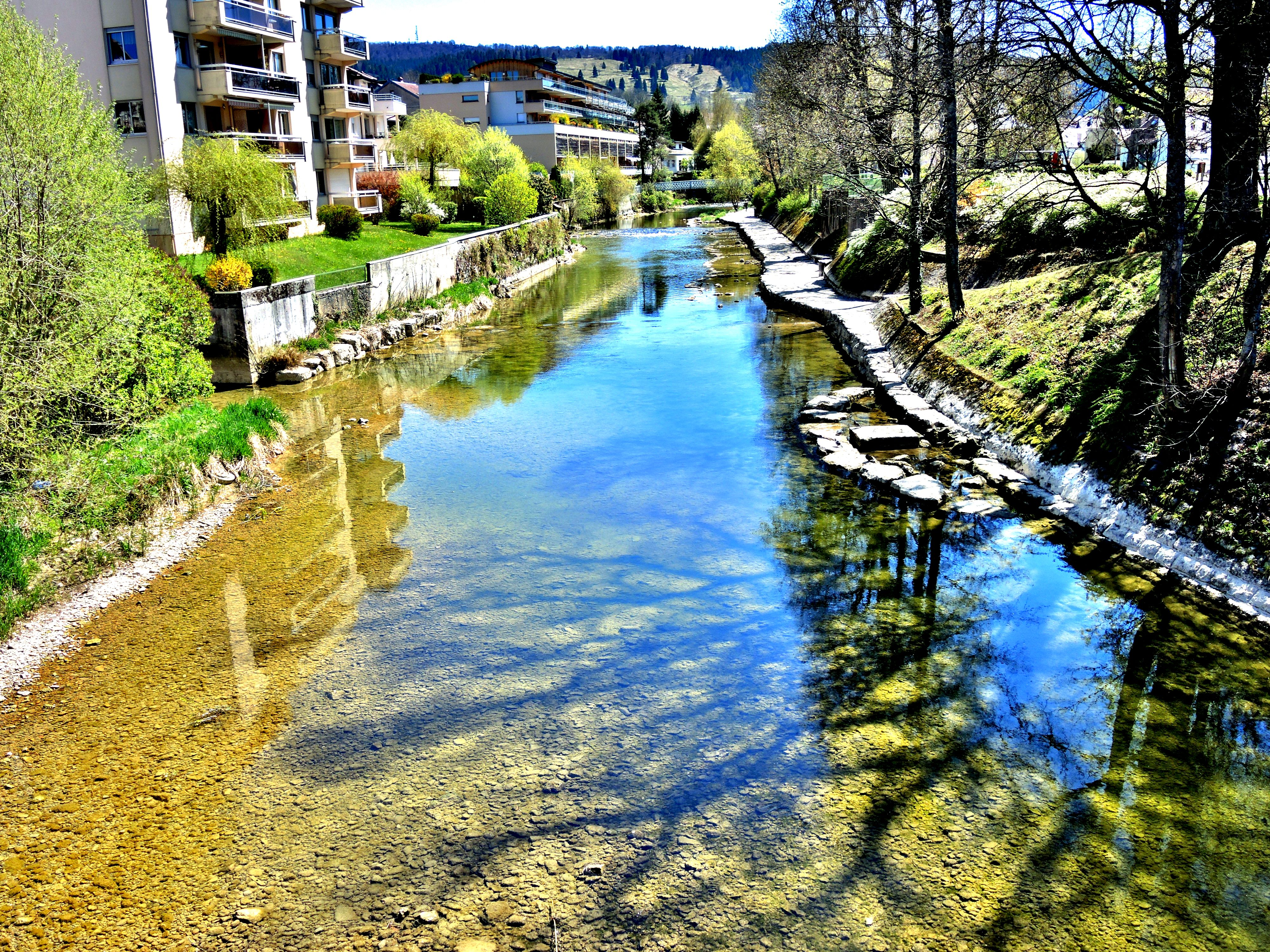
杜河蓬塔利耶段

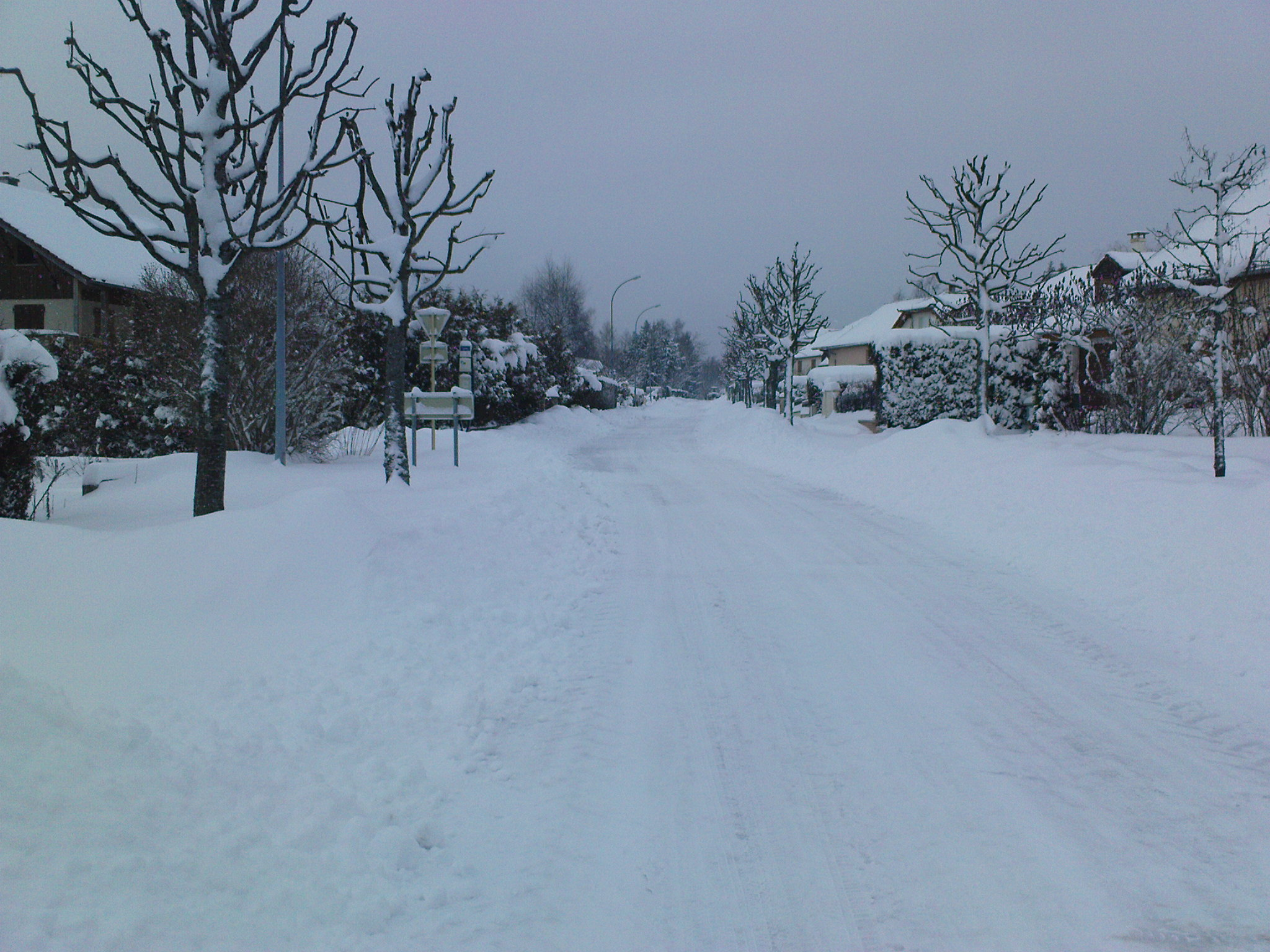
蓬塔利耶雪景

蓬塔利耶位于法国东部，勃艮第-弗朗什-孔泰大区东部和杜省南部，距离省会贝桑松大约58公里。与蓬塔利耶接壤的市镇包括：拉克吕斯和米茹、莱萨列、阿尔松、多马坦、杜城、格朗日纳尔博、乌托、迈松迪布瓦-列夫勒蒙、韦里耶尔德茹。

### 地形
蓬塔利耶位于汝拉山区，东侧为拉尔蒙山（Montagne de Larmont），与瑞士接壤；西侧则地势相对平坦，全境海拔在811到1,320米之间。

### 水文
杜河自东南向北流经境内，该河是索恩河的支流，属于罗讷河水系。

### 植被
蓬塔利耶属于温带落叶林区，林地广泛分布于市区东侧山区以及河流两岸。

### 气候
蓬塔利耶在柯本气候分类法中属于带有山地特征的温带海洋性气候，年均气温低于同纬度西海岸地区，且受地形影响，降水相对较多。
蓬塔利耶境内设有气象站，以下为该气象站的数据（其中日照数据取自贝桑松）：
| 蓬塔利耶1981年－2019年 | 蓬塔利耶1981年－2019年 | 蓬塔利耶1981年－2019年 | 蓬塔利耶1981年－2019年 | 蓬塔利耶1981年－2019年 | 蓬塔利耶1981年－2019年 | 蓬塔利耶1981年－2019年 | 蓬塔利耶1981年－2019年 | 蓬塔利耶1981年－2019年 | 蓬塔利耶1981年－2019年 | 蓬塔利耶1981年－2019年 | 蓬塔利耶1981年－2019年 | 蓬塔利耶1981年－2019年 | 蓬塔利耶1981年－2019年 |
| 月份                   | 1月                    | 2月                    | 3月                    | 4月                    | 5月                    | 6月                    | 7月                    | 8月                    | 9月                    | 10月                   | 11月                   | 12月                   | 全年                   |
| ---------------------- | ---------------------- | ---------------------- | ---------------------- | ---------------------- | ---------------------- | ---------------------- | ---------------------- | ---------------------- | ---------------------- | ---------------------- | ---------------------- | ---------------------- | ---------------------- |
| 历史最高温 °C（°F）    | 20.1 (68.2)            | 21 (70)                | 24.1 (75.4)            | 27 (81)                | 33 (91)                | 34 (93)                | 36.7 (98.1)            | 36.8 (98.2)            | 32 (90)                | 29.4 (84.9)            | 23.5 (74.3)            | 20.3 (68.5)            | 36.8 (98.2)            |
| 平均高温 °C（°F）      | 4.2 (39.6)             | 5.3 (41.5)             | 8.6 (47.5)             | 12.2 (54.0)            | 16.8 (62.2)            | 20.1 (68.2)            | 23 (73)                | 22.7 (72.9)            | 18.7 (65.7)            | 14.8 (58.6)            | 8.3 (46.9)             | 4.7 (40.5)             | 13.3 (55.9)            |
| 日均气温 °C（°F）      | −0.2 (31.6)            | 0.6 (33.1)             | 3.7 (38.7)             | 6.9 (44.4)             | 11.3 (52.3)            | 14.5 (58.1)            | 17 (63)                | 16.6 (61.9)            | 13.1 (55.6)            | 9.5 (49.1)             | 3.9 (39.0)             | 1 (34)                 | 8.2 (46.8)             |
| 平均低温 °C（°F）      | −4.5 (23.9)            | −4.2 (24.4)            | −1.2 (29.8)            | 1.6 (34.9)             | 5.9 (42.6)             | 8.9 (48.0)             | 11 (52)                | 10.6 (51.1)            | 7.5 (45.5)             | 4.3 (39.7)             | −0.4 (31.3)            | −2.8 (27.0)            | 3.1 (37.6)             |
| 历史最低温 °C（°F）    | −32 (−26)              | −26.2 (−15.2)          | −21.7 (−7.1)           | −10.8 (12.6)           | −6 (21)                | −2 (28)                | 0.8 (33.4)             | 0.1 (32.2)             | −3.3 (26.1)            | −9.7 (14.5)            | −16.4 (2.5)            | −23.2 (−9.8)           | −32 (−26)              |
| 平均降水量 mm（）      | 117.4 (4.62)           | 106.6 (4.20)           | 113.9 (4.48)           | 113.4 (4.46)           | 147.2 (5.80)           | 131.2 (5.17)           | 119.9 (4.72)           | 127.9 (5.04)           | 127.3 (5.01)           | 131.9 (5.19)           | 127.6 (5.02)           | 139 (5.5)              | 1,503.3 (59.19)        |
| 月均日照時數           | 75.1                   | 95.5                   | 142.1                  | 176.1                  | 206.6                  | 230.4                  | 244.1                  | 232.3                  | 175.8                  | 132.6                  | 72.7                   | 53                     | 1,836.3                |
| 来源：infoclimat.fr    |                        |                        |                        |                        |                        |                        |                        |                        |                        |                        |                        |                        |                        |

## 行政区划
蓬塔利耶是法国勃艮第-弗朗什-孔泰大区杜省的一个市镇，编号为25462，它也是杜省的一个副省会。蓬塔利耶下辖蓬塔利耶区，管理蓬塔利耶县，同时也是大蓬塔利耶市镇公共社区的办公驻地。
法国国家统计与经济研究所（简称）在进行数据统计时，将蓬塔利耶及相邻的另外3个市镇设为蓬塔利耶城市核心区，并将包括核心区在内的周边共20个市镇划为蓬塔利耶城市区。同时，还将蓬塔利耶市镇分为了9个“块区”（IRIS），以便于统计人口分布情况。

## 交通

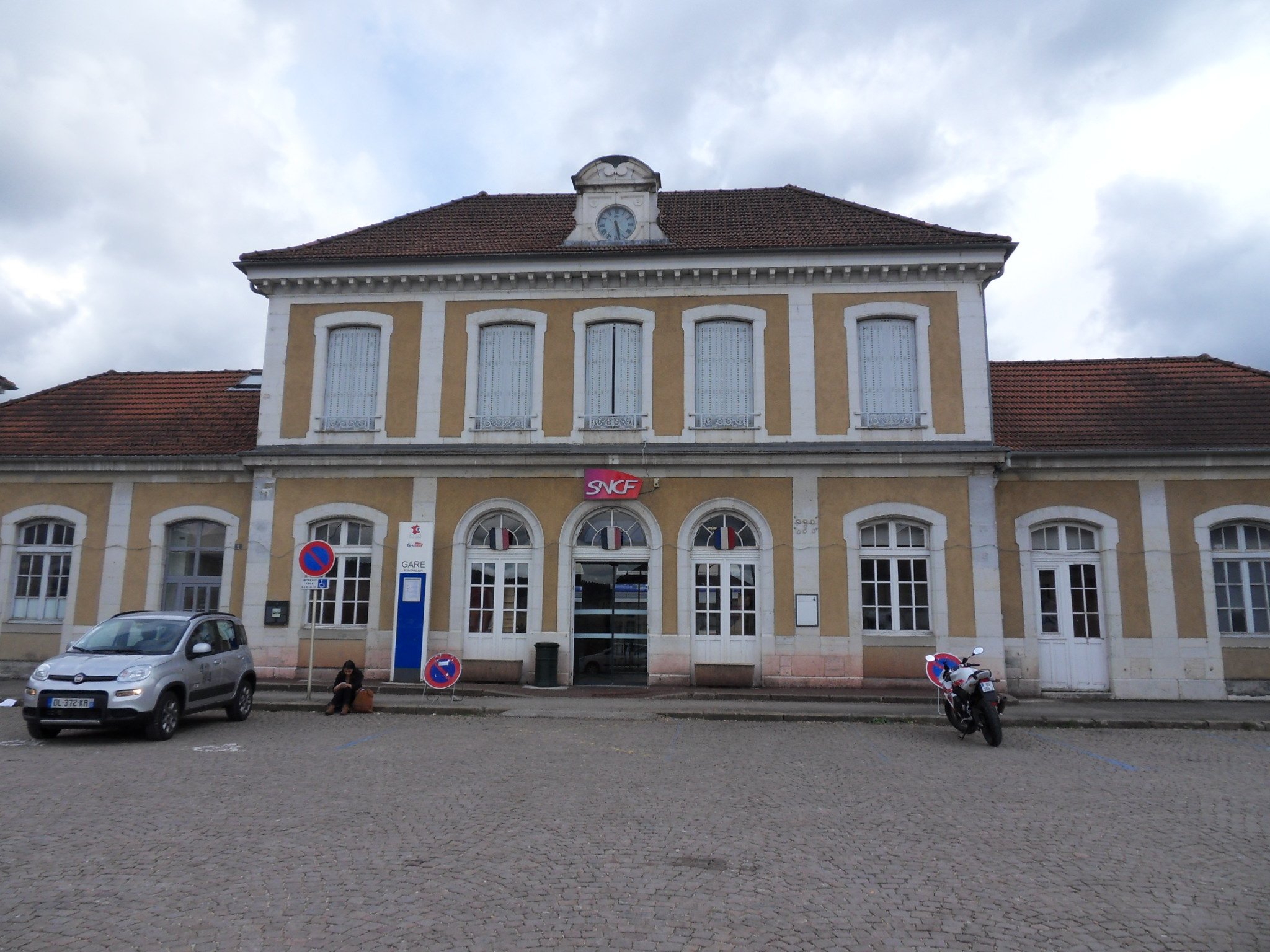
蓬塔利耶站的主站房

### 公路
法国国道57线和多条杜省省道在蓬塔利耶境内交汇，勃艮第-弗朗什-孔泰大区下属的城际客运提供巴士线路，可前往省会贝桑松和同省东部城市蒙贝利亚尔。
2017年，75%的蓬塔利耶家庭拥有至少一辆的私人汽车。2018年，蓬塔利耶境内共发生各类交通事故31起，造成1人遇难，35人受伤。

### 铁路
蓬塔利耶位于弗拉讷－韦里耶尔德茹铁路上。蓬塔利耶站位于市区南部，停靠前往多勒方向的区域列车和前往讷沙泰尔方向的瑞士铁路列车。

### 航空
蓬塔利耶飞行场位于市区西侧，供商务包机及救援作业。
距离蓬塔利耶最近的民用航空站位于多勒，距离蓬塔利耶市中心的公路里程约83公里。

### 城市公共交通
蓬塔利耶城市公共交通（商业名称为）是当地的城市公共交通系统。截至2020年10月，该系统共包括一条普通公交线路，同时还有7条校车线路以及定制公交服务，路网覆盖了蓬塔利耶市区内的主要街道和居民区。

## 政治

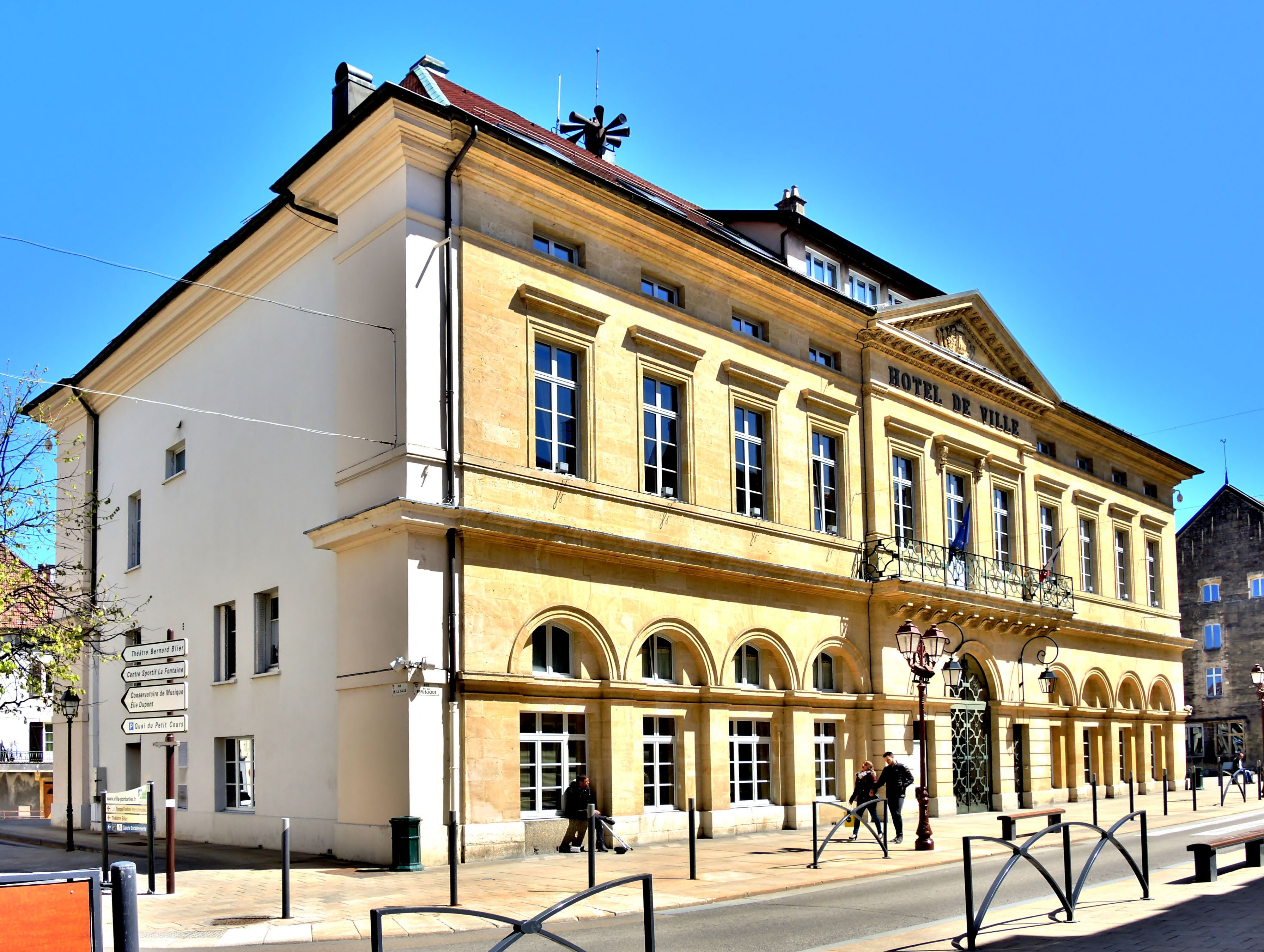
蓬塔利耶市政厅

蓬塔利耶的现任市长为帕特里克·让尔先生（Patrick Genre），他是一名右翼无党派人士，在2020年的市政选举中获得了59.34%的支持率。
在2017年的法国总统大选中，法国第25任总统埃马纽埃尔·马克龙在蓬塔利耶获得了71.04%的支持率。
| 蓬塔利耶历届市长 |               |                      |
| 任期             | 市长          | 党派                 |
| 1944年－1945年   | 雷蒙·沃蒂耶   | SFIO工人国际法国支部 |
| 1945年－1947年   | 朱尔·帕涅     | SFIO工人国际法国支部 |
| 1947年－1949年   | 阿尔贝·贝桑松 | RPF法国人民联盟      |
| 1949年－1959年   | 乔治·布尔丹   | RAD激进党            |
| 1959年－1965年   | 埃尔内·贝桑松 | RAD激进党            |
| 1965年－1971年   | 雅克·拉吉耶   | CD法国民主中心       |
| 1971年－1977年   | 埃德加·富尔   | GD左翼民主党         |
| 1977年－1983年   | 德尼·布隆多   | PRG左派激進黨        |
| 1983年－1989年   | 罗朗·维尧姆   | RPR保衛共和聯盟      |
| 1989年－1995年   | 伊夫·拉吉耶   | PS社会党             |
| 1995年－1999年   | 安德烈·奎内   | DL民主自由           |
| 1999年－         | 帕特里克·让尔 | DVD右翼无党派人士    |

## 人口
2017年，蓬塔利耶市镇人口数量为17,197，在法国排名第545位。其中男性8,327人，女性8,870人，75岁及以上人口占8.5%，外籍人口数量为4,136人，人口密度为416人/平方公里，当地居民被称为（男性）或（女性）。2018年，蓬塔利耶境内出生230人，死亡人口113人。
| 年份   | 1936   | 1946   | 1954   | 1962   | 1968   | 1975   | 1982   | 1990   | 1999   | 2006   | 2011   | 2016   | 2017   |
| ------ | ------ | ------ | ------ | ------ | ------ | ------ | ------ | ------ | ------ | ------ | ------ | ------ | ------ |
| 人口數 | 12,840 | 12,722 | 13,768 | 15,382 | 16,442 | 17,983 | 17,781 | 18,104 | 18,360 | 18,778 | 17,998 | 17,284 | 17,197 |

## 经济
蓬塔利耶是一个区域性的中心城市，当地共有各类用人单位2,496家，其中97.88%为中小型企业（PME），平均历史为16年，行政、医疗及社会服务是当地的主要就业岗位类型。

## 财政收入
2018年，蓬塔利耶的财政收入总额为22,693,400欧元，财政支出总额为19,503,600欧元，当年的债务总额为15,385,800欧元。
2014年，蓬塔利耶的人均收入总额为2,416欧元，其中高职人员为4,063欧元，普通职员为1,763欧元。
2017年，蓬塔利耶境内的青壮年（15至64岁）失业率为12.5%，当地52.7%的家庭拥有纳税资格。

## 社会事务

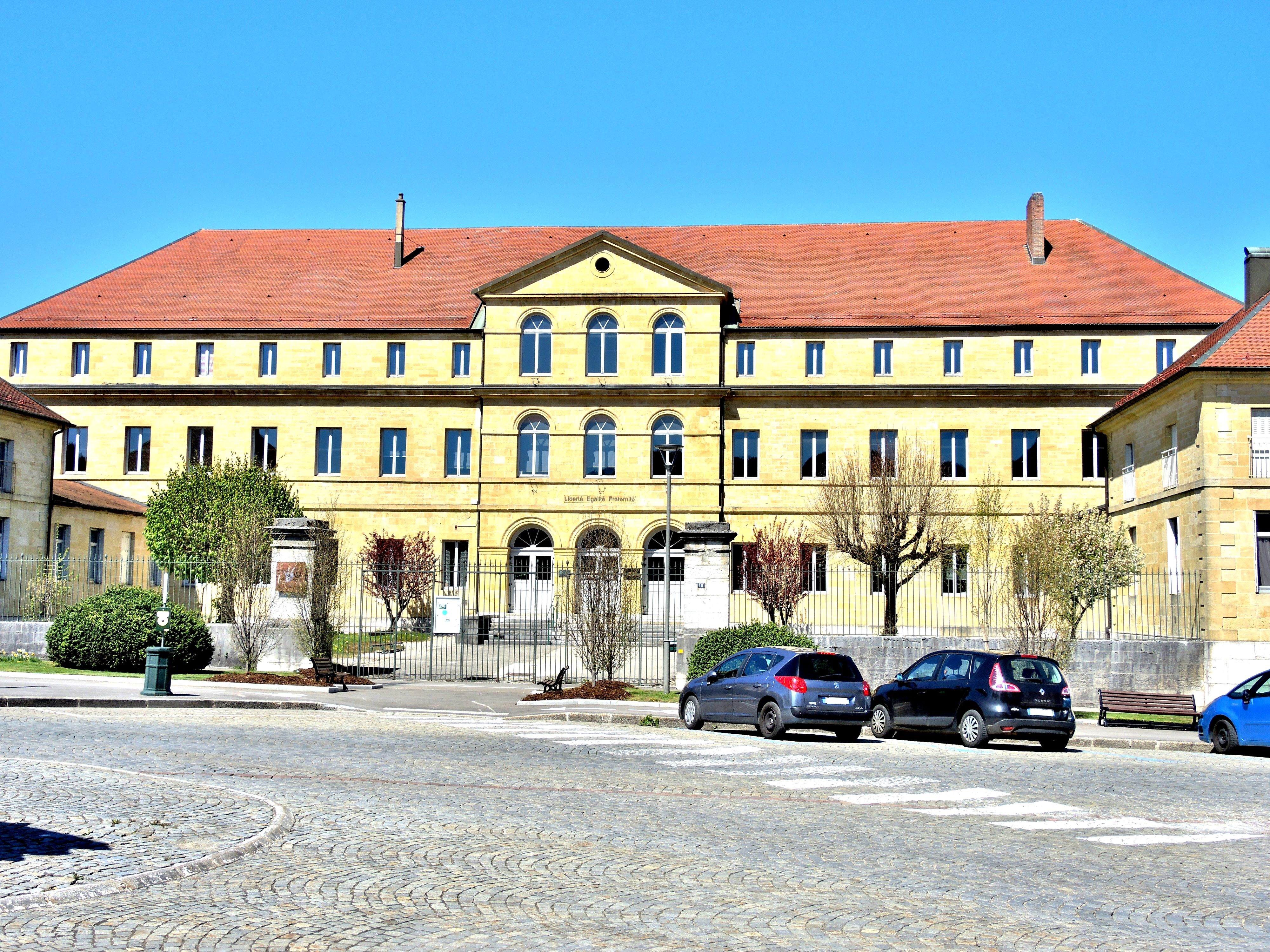
蓬塔利耶的一处初级中学

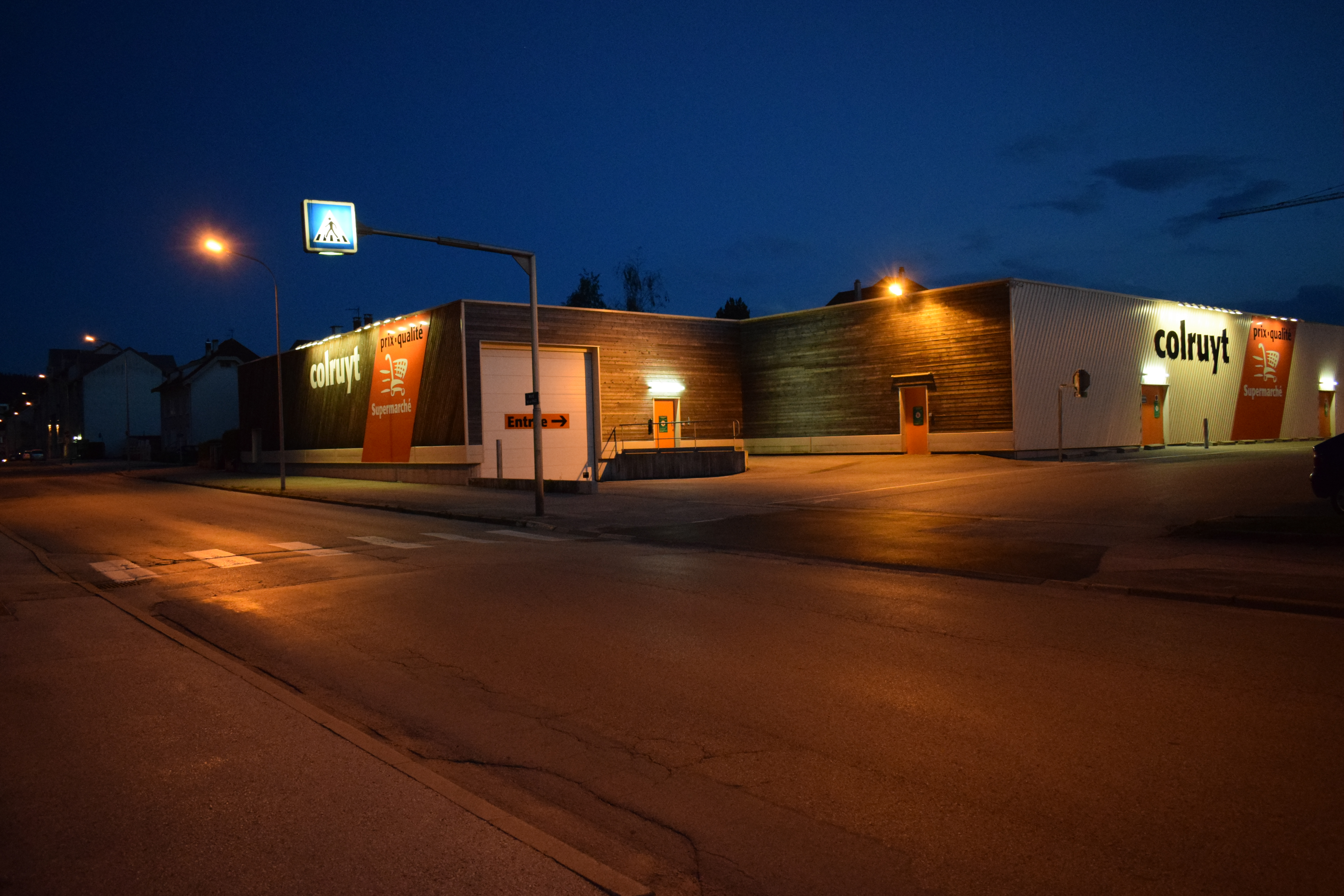
蓬塔利耶的一处商场

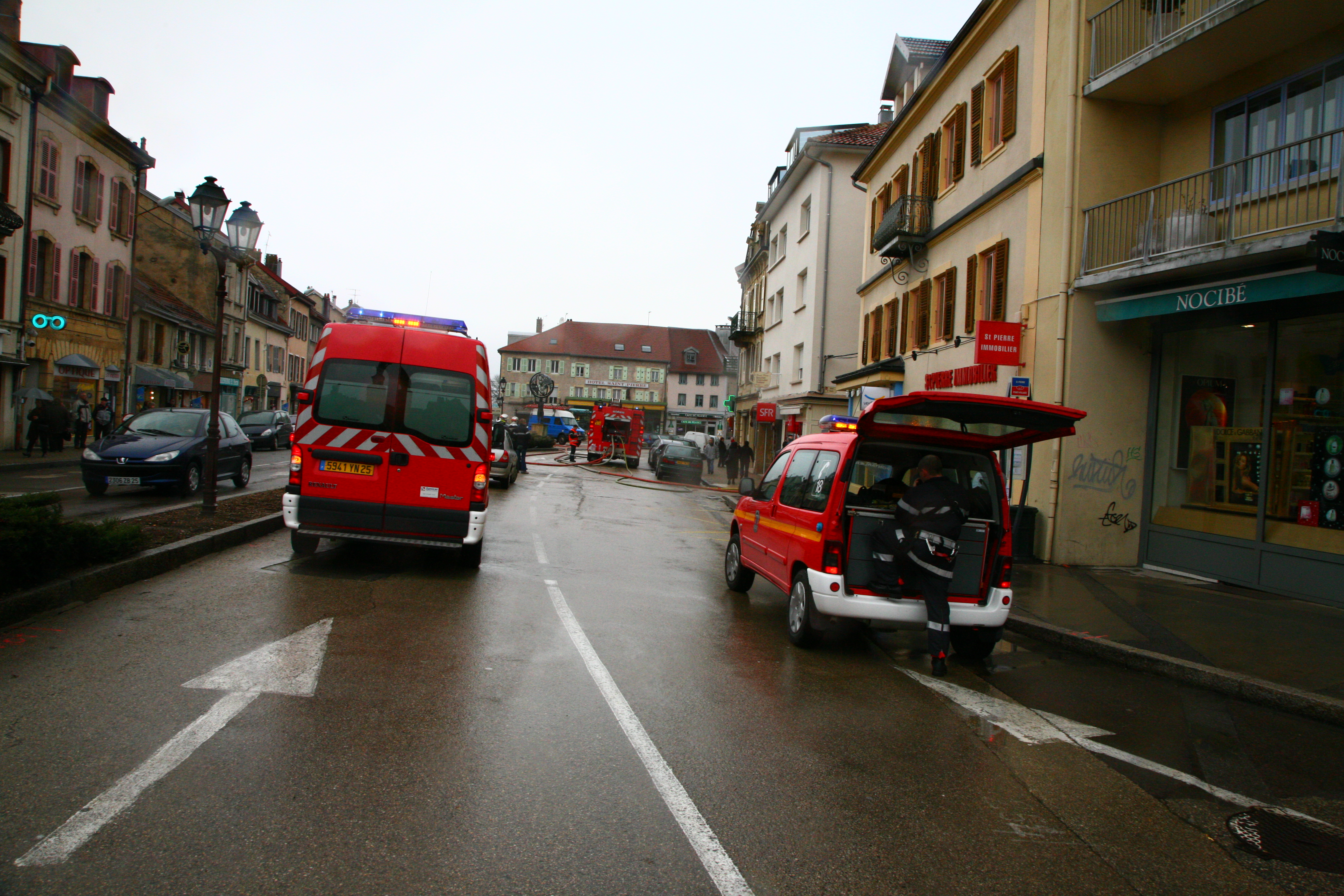
蓬塔利耶街头的消防员

### 教育
蓬塔利耶属于贝桑松学区。截止2019年1月1日，蓬塔利耶境内共有6所幼儿园、7所小学、3所初级中学、2所普通高中、2所农业高中和2所职业高中。2018至2019学年度，蓬塔利耶境内共有在校中小学生3,117名。

### 医疗
截止2019年1月1日，蓬塔利耶境内共有全科医生21名、保健师26名、牙医20名、护士12名、耳科医生1名、眼科医生1名、皮肤科医生3名、助产士6名、儿科医生2名和妇科医生2名。境内共有药房9家、残疾人帮扶中心6家。
蓬塔利耶中心医院，全名为“上孔泰市际中心医院”（Centre Hospitalier Intercommunal de Haute-Comté），是法国的一个区域性医疗机构，其主病区“杜河岸医院”位于蓬塔利耶市区，设有床位239个，是当地规模最大的公立综合性医院。

### 住房
2017年，蓬塔利耶境内共有各类住房9,709套，其中88.9%为常住房屋。集中式居民区少量分布在市区西部。

### 商业
2018年，蓬塔利耶境内共有各类商铺1,175家，其中餐饮服务类565家。市区西部建有大型开放式商业街区，卡西诺超市、综合体育商场等在此设有分店。

### 体育
2019年，蓬塔利耶境内共有1家游泳池、9间健身房、2座综合体育场、9处网球场、1处马术场、7处足球或橄榄球场、4处篮球或排球场以及1处高尔夫球场。
蓬塔利耶体育俱乐部是当地的一支足球队，成立于1911年，2020至2021赛季参加法國全國丙組聯賽（法戊）。

### 环境
蓬塔利耶的环境事务由其所属的公共社区负责。2018年，蓬塔利耶境内共有2家污染企业。

### 治安
2014年，蓬塔利耶及附近地区共发生各类案件915起，其中盗窃类案件571起，经济类案件85起，毒品交易类案件33起。

## 文化
2019年，蓬塔利耶境内共有1家剧场、1家电影院、1家博物馆和1家音乐厅。蓬塔利耶市政府提供多媒体中心，向公众全年开放。

### 建筑
蓬塔利耶境内有多处法国国家文物保护单位，其中蓬塔利耶圣贝尼涅教堂、桑东城堡等为当地的代表性建筑物。

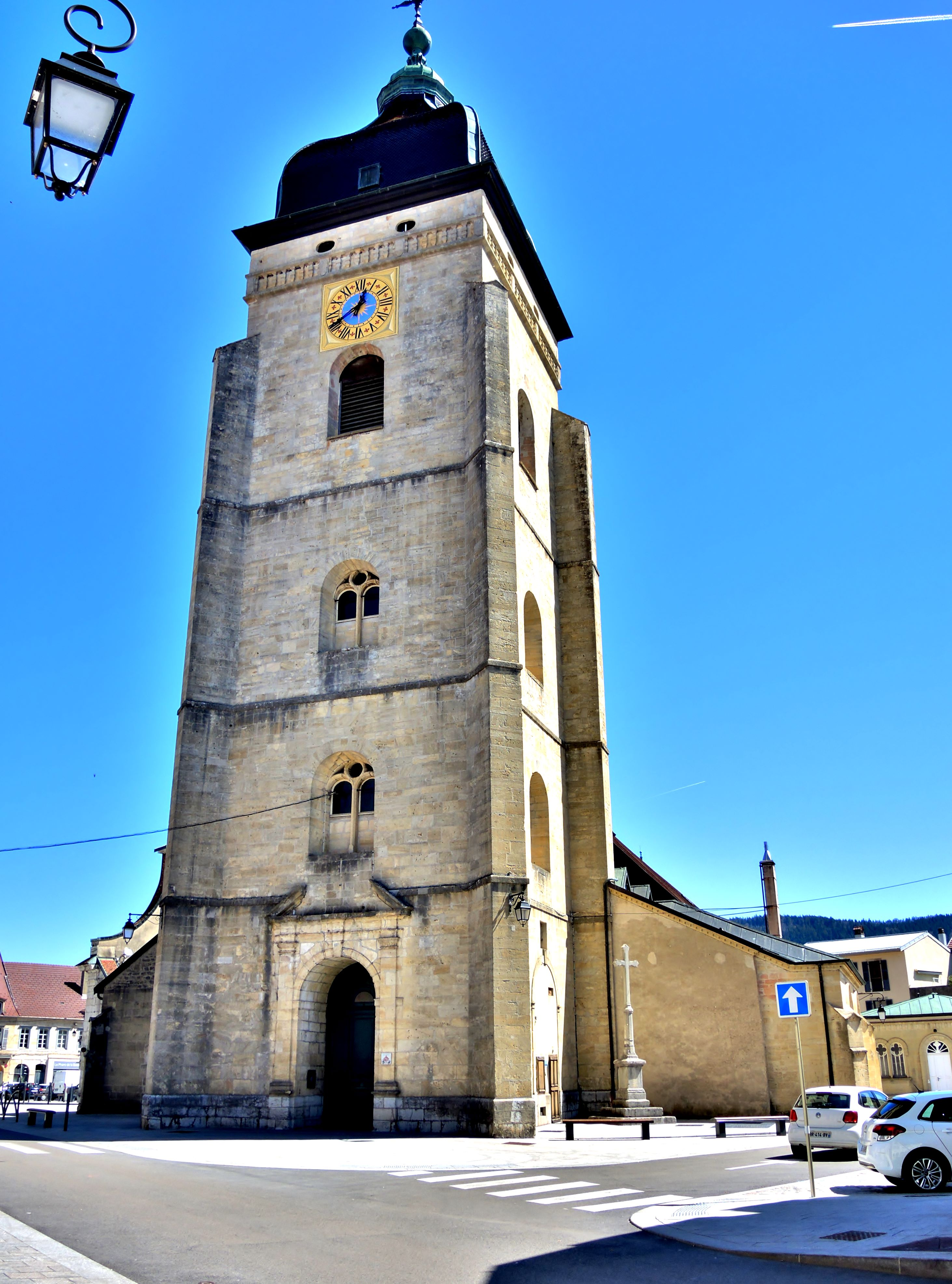
圣贝尼涅教堂（法语：Église Saint-Bénigne de Pontarlier）
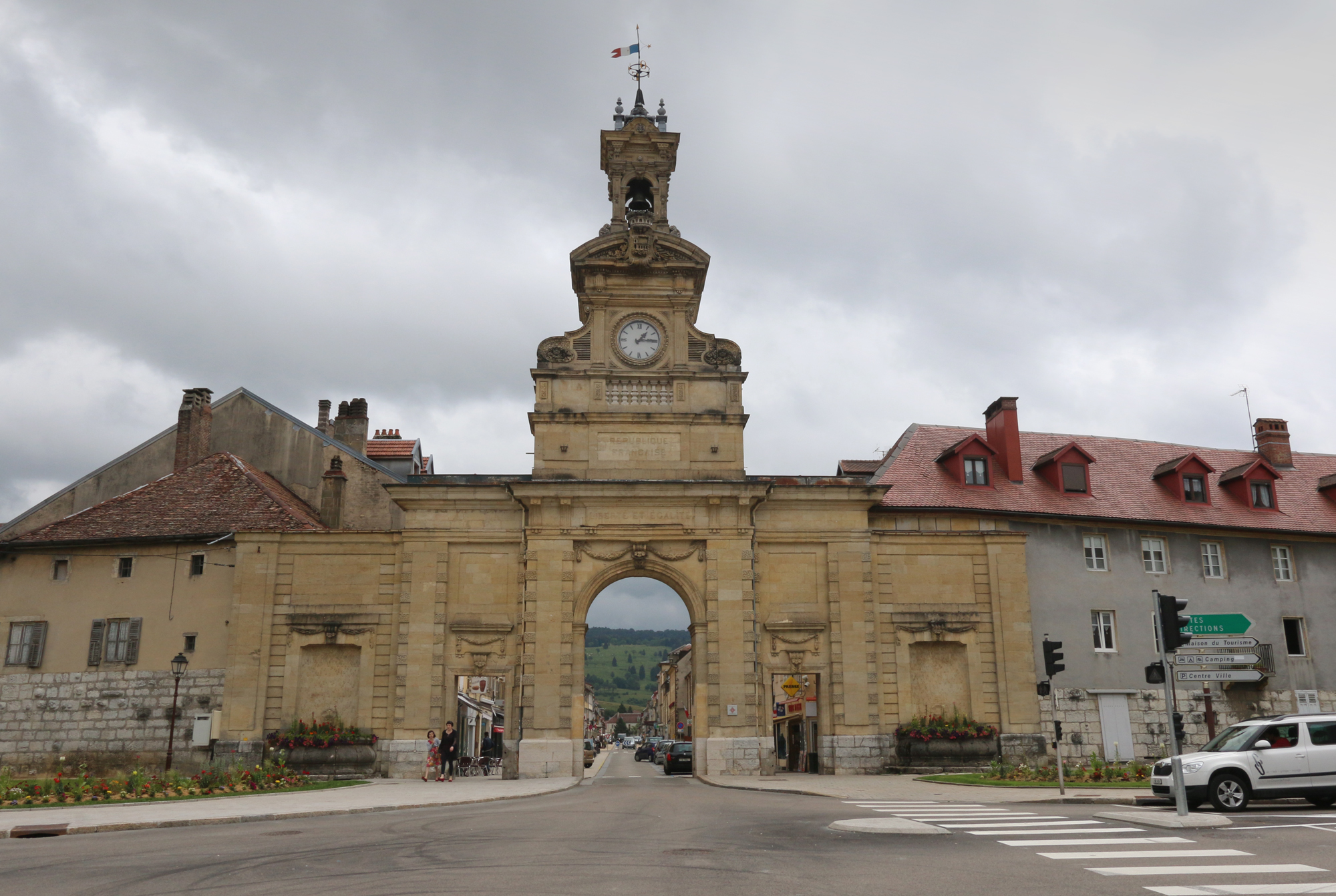
圣皮埃尔门
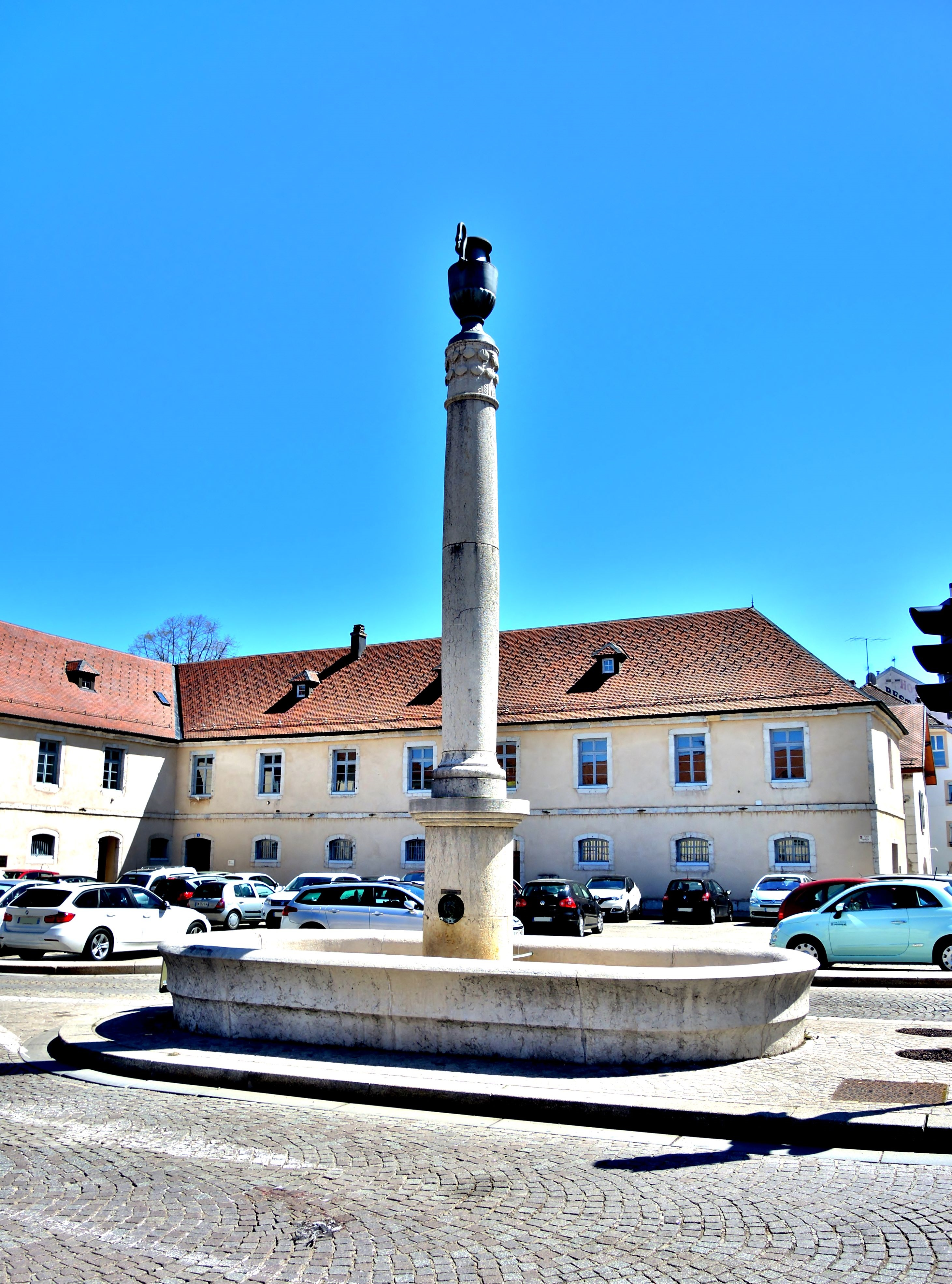
市中心的喷泉
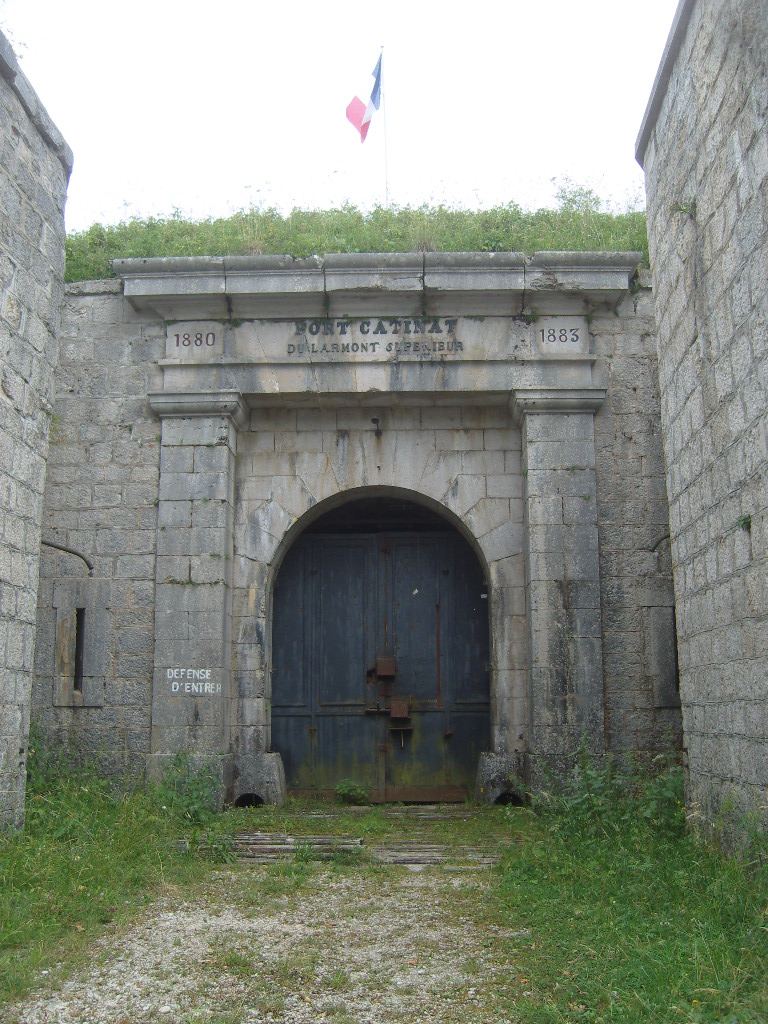
洛尔蒙军事城堡
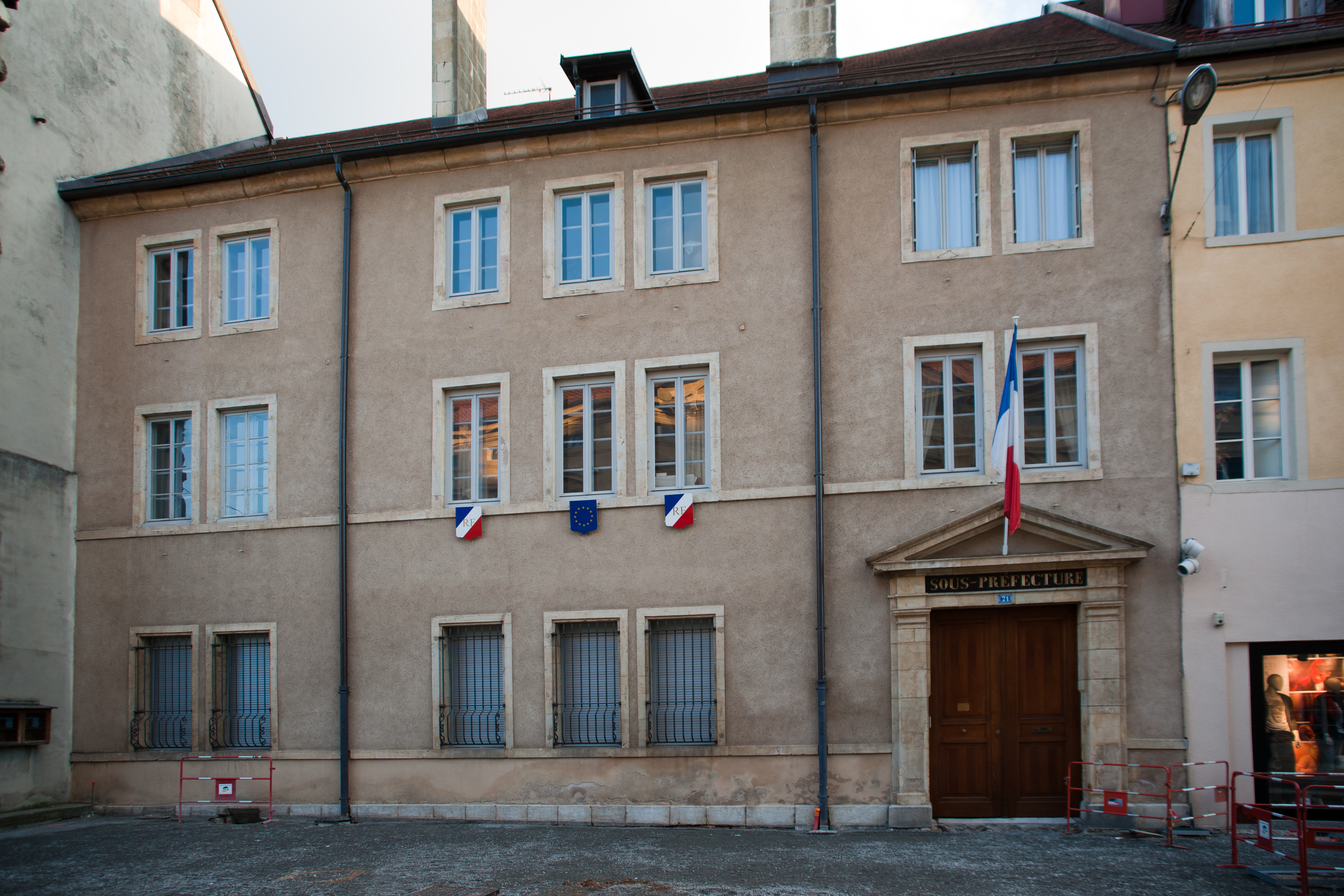
副省政府

### 旅游
蓬塔利耶的旅游事务由其所属的公共社区负责。2020年，蓬塔利耶境内共有7家宾馆共计323间房间，另有1个露营地，可容纳共66辆露营车。

### 媒体
法国主要的媒体均可在蓬塔利耶接收，法国电视三台下属的勃艮第-弗朗什-孔泰大区频道在部分时段播出蓬塔利耶所属区域的地方新闻。

## 相关人物
法国画家弗朗索瓦·佩里耶、文学家格扎维埃·马米耶、运动员樊尚·德弗拉纳以及法国历史上首位穆斯林议员菲利普·格勒尼耶出生于蓬塔利耶。

## 友好城市
截至2020年10月，蓬塔利耶共与三座城市互为友好城市关系：
- 德国 菲林根-施文宁根
- 西班牙 萨劳斯
- 瑞士 伊韋爾東